# Zhongzi (köpinghuvudort i Kina, Sichuan Sheng, lat 32,69, long 106,03)
Zhongzi (kinesiska: 中子) är en köpinghuvudort i Kina. Den ligger i provinsen Sichuan, i den sydvästra delen av landet, omkring 290 kilometer nordost om provinshuvudstaden Chengdu. Antalet invånare är 9 152. Befolkningen består av 4 604 kvinnor och 4 548 män. Barn under 15 år utgör 18,0 %, vuxna 15-64 år 70 %, och äldre över 65 år 10,0 %.
Runt Zhongzi är det ganska tätbefolkat, med 185 invånare per kvadratkilometer. Zhongzi är det största samhället i trakten. I omgivningarna runt Zhongzi växer i huvudsak blandskog.
Genomsnittlig årsnederbörd är 1 170 millimeter. Den regnigaste månaden är juli, med i genomsnitt 268 mm nederbörd, och den torraste är december, med 2 mm nederbörd.